# Selección olímpica de fútbol de Costa Rica
La Selección olímpica de fútbol de Costa Rica o selección sub-23 de Costa Rica, ha participado en Tres Campeonatos Olímpicos de fútbol, obteniendo la clasificación a los cuartos de final en Atenas 2004 como su mejor resultado.

## Historia

### Atenas 2004
La Selección de Costa Rica la dirigió esa vez, en los Juegos Olímpicos del 2004 en Atenas, Grecia, el técnico nacional Rodrigo Kenton. Se midió en aquella oportunidad a Marruecos (0-0), nuevamente a Irak (0-2) y a Portugal (4-2), para avanzar por primera vez a la segunda ronda de una cita olímpica, al jugar en las sedes griegas de Heraklio y Atenas. En los cuartos de final, en Patras, cayó por 0-4 ante Argentina, posterior ganador del oro olímpico. La Tricolor ocupó el octavo lugar entre 16 seleccionados, su mejor lugar en la historia futbolística de las justas olímpicas.
| Equipo     | Pts | PJ | PG | PE | PP | GF | GC |
| ---------- | --- | -- | -- | -- | -- | -- | -- |
| Irak       | 6   | 3  | 2  | 0  | 1  | 7  | 4  |
| Costa Rica | 4   | 3  | 1  | 1  | 1  | 4  | 4  |
| Marruecos  | 4   | 3  | 1  | 1  | 1  | 3  | 3  |
| Portugal   | 3   | 3  | 1  | 0  | 2  | 6  | 9  |

| 12 de agosto de 2004, 20:30 | Costa Rica | 0:0     | Marruecos | Estadio Pankritiko, Heraklion                                         |                                                                       |
|                             |            | Reporte |           | Asistencia: 3.212 espectadores Árbitro(s): Massimo De Santis (Italia) | Asistencia: 3.212 espectadores Árbitro(s): Massimo De Santis (Italia) |

| 15 de agosto de 2004, 20:30 | Costa Rica | 0:2 (0:0) | Irak                              | Estadio Georgios Karaiskakis, Atenas                                               |                                                                                    |
|                             |            | Reporte   | Hawar Mulla 67' · Mahdi Karim 72' | Asistencia: 12.150 espectadores Árbitro(s): Charles Ariiotima (Polinesia Francesa) | Asistencia: 12.150 espectadores Árbitro(s): Charles Ariiotima (Polinesia Francesa) |

| 18 de agosto de 2004, 20:30 | Costa Rica                                                          | 4:2 (0:1) | Portugal                  | Estadio Pankritiko, Heraklion                                        |                                                                      |
|                             | Villalobos 50' · Fernando Meira 68' (ag) · Saborío 71' · Brenes 91' | Reporte   | Almeida 29' · Ribeiro 54' | Asistencia: 11.218 espectadores Árbitro(s): Carlos Torres (Paraguay) | Asistencia: 11.218 espectadores Árbitro(s): Carlos Torres (Paraguay) |

Octavos de final
| 21 de agosto de 2004, 21:00 | Argentina                         | 4:0 (2:0) | Costa Rica | Estadio Pampeloponisiako, Patras                                   |                                                                    |
|                             | Delgado 24' · Tévez 43', 82', 83' | Reporte   |            | Asistencia: 9.929 espectadores Árbitro(s): Kyros Vassaras (Grecia) | Asistencia: 9.929 espectadores Árbitro(s): Kyros Vassaras (Grecia) |

## Partidos

### Últimos y próximos encuentros
| Fecha                 | Lugar    | Local      | Resultado             | Partido   |                     | Visitante | Racha | Competición      |
| --------------------- | -------- | ---------- | --------------------- | --------- | ------------------- | --------- | ----- | ---------------- |
| 14 de octubre de 2023 | San José | Costa Rica | Bandera de Costa Rica | 2:2 (0:0) | Bandera de Colombia | Colombia  |       | Partido amistoso |
| 17 de octubre de 2023 | Cartago  | Costa Rica | Bandera de Costa Rica | 3:2 (0:0) | Bandera de Colombia | Colombia  |       | Partido amistoso |

## Estadísticas

### Juegos Olímpicos
| Edición        | Resultado             | PJ                    | PG                    | PE                    | PP                    | GF                    | GC                    |
| -------------- | --------------------- | --------------------- | --------------------- | --------------------- | --------------------- | --------------------- | --------------------- |
| de 1908 a 1988 | Véase Selección Mayor | Véase Selección Mayor | Véase Selección Mayor | Véase Selección Mayor | Véase Selección Mayor | Véase Selección Mayor | Véase Selección Mayor |
| 1992           | No clasificó          | No clasificó          | No clasificó          | No clasificó          | No clasificó          | No clasificó          | No clasificó          |
| 1996           | No clasificó          | No clasificó          | No clasificó          | No clasificó          | No clasificó          | No clasificó          | No clasificó          |
| 2000           | No clasificó          | No clasificó          | No clasificó          | No clasificó          | No clasificó          | No clasificó          | No clasificó          |
| 2004           | Cuartos de final      | 4                     | 1                     | 1                     | 2                     | 4                     | 8                     |
| 2008           | No clasificó          | No clasificó          | No clasificó          | No clasificó          | No clasificó          | No clasificó          | No clasificó          |
| 2012           | No clasificó          | No clasificó          | No clasificó          | No clasificó          | No clasificó          | No clasificó          | No clasificó          |
| 2016           | No clasificó          | No clasificó          | No clasificó          | No clasificó          | No clasificó          | No clasificó          | No clasificó          |
| 2020           | No clasificó          | No clasificó          | No clasificó          | No clasificó          | No clasificó          | No clasificó          | No clasificó          |
| 2024           | No clasificó          | No clasificó          | No clasificó          | No clasificó          | No clasificó          | No clasificó          | No clasificó          |
| Total          | 1/8                   | 4                     | 1                     | 1                     | 2                     | 4                     | 8                     |

### Preolímpico de Concacaf
| Edición | Resultado       | PJ              | PG              | PE              | PP              | GF              | GC              |
| ------- | --------------- | --------------- | --------------- | --------------- | --------------- | --------------- | --------------- |
| 1992    | No participó    | No participó    | No participó    | No participó    | No participó    | No participó    | No participó    |
| 1996    | Fase de grupos  | 5               | 2               | 1               | 2               | 9               | 9               |
| 2000    | No se clasificó | No se clasificó | No se clasificó | No se clasificó | No se clasificó | No se clasificó | No se clasificó |
| 2004    | Subcampeón      | 5               | 3               | 1               | 1               | 10              | 2               |
| 2008    | No se clasificó | No se clasificó | No se clasificó | No se clasificó | No se clasificó | No se clasificó | No se clasificó |
| 2012    | No se clasificó | No se clasificó | No se clasificó | No se clasificó | No se clasificó | No se clasificó | No se clasificó |
| 2015    | Fase de grupos  | 3               | 0               | 1               | 2               | 1               | 7               |
| 2020    | Fase de grupos  | 1               | 3               | 0               | 2               | 5               | 4               |

## Jugadores

### Última convocatoria
Lista de 23 jugadores para disputar dos partidos amistosos contra  Colombia.
| Nombre               | Posición       | Edad    | Club                      |
| -------------------- | -------------- | ------- | ------------------------- |
| Alexandre Lezcano    | Portero        | 22 años | C. S. Herediano           |
| Bayron Mora          | Portero        | 20 años | A. D. San Carlos          |
| Sebastián Quesada    | Portero        | 17 años | Sporting F. C. II         |
| Gerald Taylor        | Defensa        | 22 años | Deportivo Saprissa        |
| Carlos Barahona      | Defensa        | 21 años | C. S. Cartaginés          |
| Jordy Evans          | Defensa        | 21 años | Santos de Guápiles        |
| Timothy Arias        | Defensa        | 19 años | UCF Knights               |
| Guillermo Villalobos | Defensa        | 22 años | L. D. Alajuelense         |
| Ian Lawrence         | Defensa        | 21 años | L. D. Alajuelense         |
| Farbod Samadian      | Defensa        | 18 años | C. S. Cartaginés          |
| John Paul Ruiz       | Defensa        | 18 años | AEZ Zakakiou              |
| Sebastián Acuña      | Centrocampista | 21 años | A. D. San Carlos          |
| Ricardo Peña         | Centrocampista | 20 años | F. C. Spartak Trnava      |
| Brandon Aguilera     | Centrocampista | 20 años | Nottingham Forest F. C.   |
| Aarón Suárez         | Centrocampista | 21 años | L. D. Alajuelense         |
| Kenneth González     | Centrocampista | 19 años | Deportivo Saprissa II     |
| Álvaro Zamora        | Centrocampista | 21 años | Aris Salónica F. C.       |
| Carlos Mora          | Delantero      | 22 años | L. D. Alajuelense         |
| Kenneth Vargas       | Delantero      | 21 años | Heart of Midlothian F. C. |
| Warren Madrigal      | Delantero      | 19 años | Deportivo Saprissa        |
| Hakeem Morgan        | Delantero      | 21 años | St Olaf College           |
| Jewison Bennette     | Delantero      | 19 años | Sunderland A. F. C.       |
| Andy Rojas           | Delantero      | 17 años | C. S. Herediano           |